# 大兴善寺
大兴善寺，位于中國陕西省西安市城南的小寨区域，是一座汉传佛教密宗寺院。

## 简介

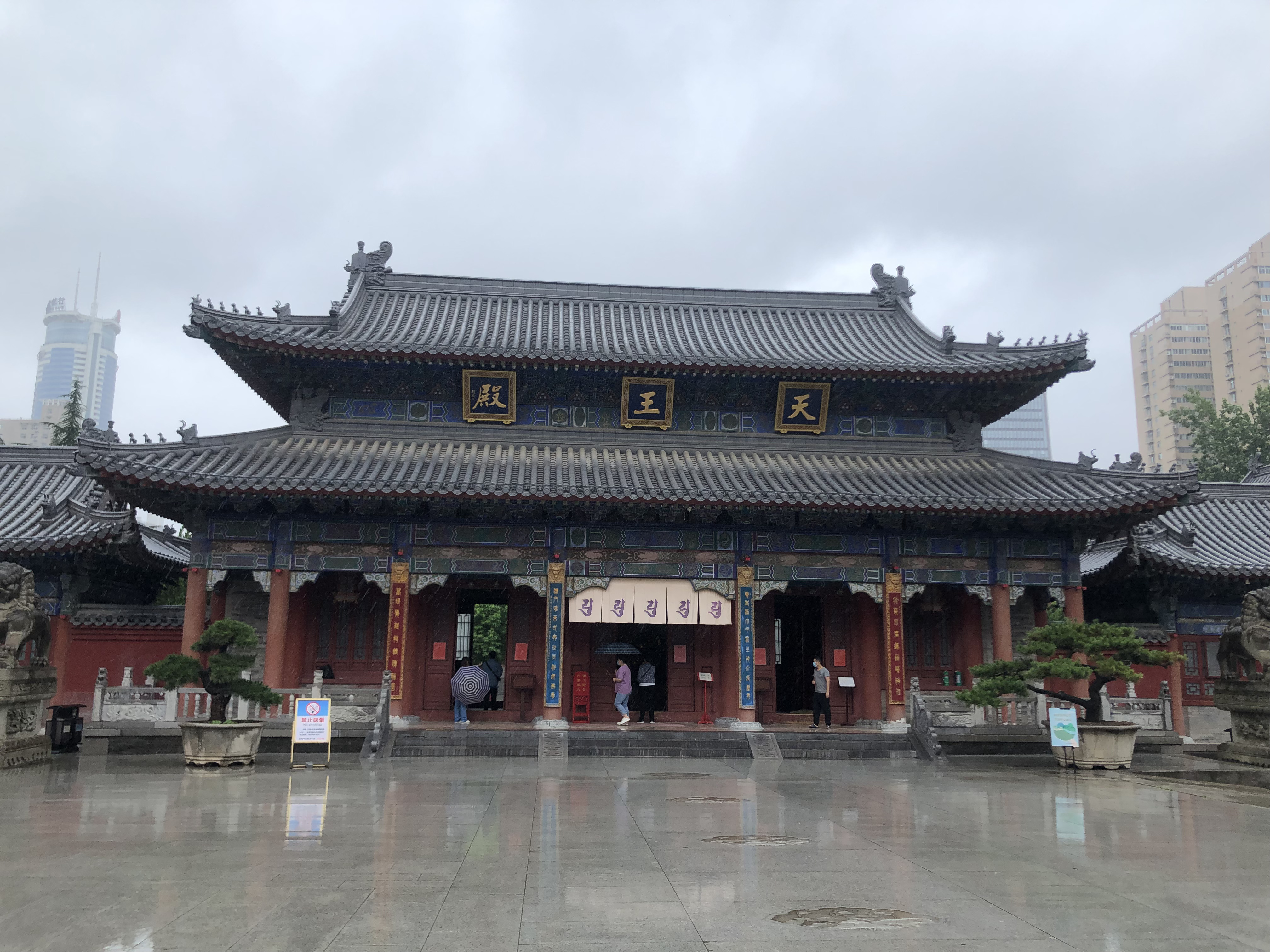
大兴善寺天王殿

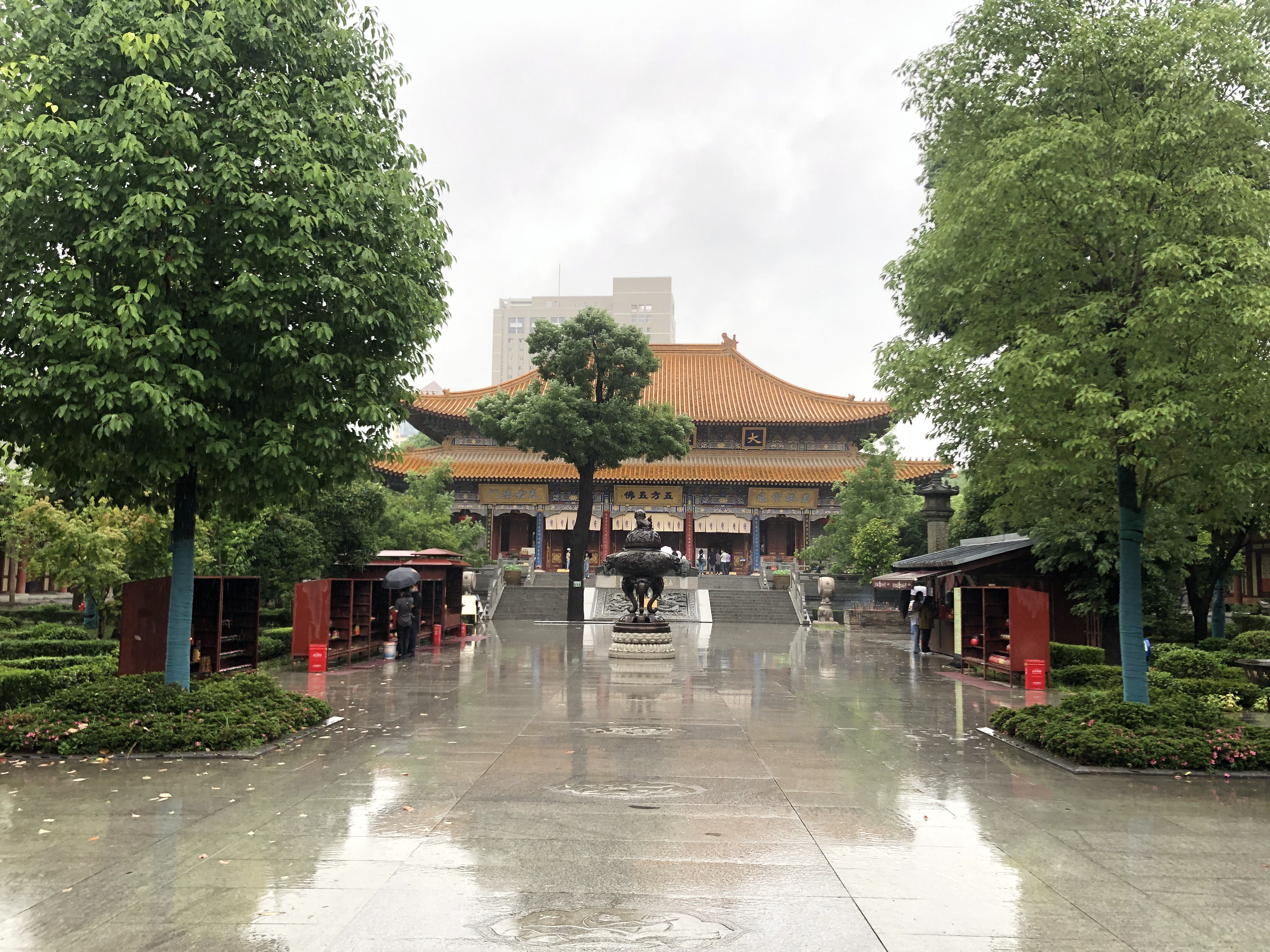
大兴善寺大雄宝殿

大兴善寺始建于西晋武帝泰始二年（265年）。隋唐时是国立译经场，是佛教密宗的发源地，尊为中国佛教密宗祖庭。
在公元8世纪，大兴善寺是外国僧人居住最多的地方，印度僧人善无畏，金刚智和不空都把此处当作自己的家，其中的不空大師，是將密教傳往日本的空海之师祖。
经过近年来重建。已有五殿（山门殿、天王殿、三佛殿、大雄宝殿、菩萨殿）、二堂（说法堂、罗汉堂）、一院（佛学院）、一楼（藏经楼）的佛教建筑群。同时在东西两厢修建亭、廊、阁，建有佛教宾馆、素餐馆、大茶坊等配套建筑。寺藏珍宝宋代木雕千手观音菩萨像已于文化大革命中被毁。
2015年5月14日，访华的印度总理莫迪拜访大兴善寺，受到大兴善寺方丈释宽旭欢迎。莫迪在大兴善寺用古吉拉特语题词，题词大意是：
自古以来，人类总是在追寻终极的安宁。相对于物质生活而言，精神生活才是获得永久安宁的最终途径。玄奘曾经到过我的家乡，而今天我非常荣幸地来到这块伟大的土地。我的古吉拉特同乡达摩笈多曾经花费26年时间在这块土地上传播佛教经典和佛教哲学，为这里的人民做出卓越的贡献。我向为传播佛法和提升精神而做出巨大努力的你们合十致礼。透过战争来解决问题只能意味着战争。